# Nigeriaans olympisch voetbalelftal (mannen)
Het Nigeriaans olympisch voetbalelftal, is het Nigeriaans voetbalelftal dat het land vertegenwoordigd op o.a de Afrikaanse Spelen en de Olympische Spelen.

## Olympische Zomerspelen
| Jaar      | Spelen                        | Gaststad                      | Ronde                         |
| --------- | ----------------------------- | ----------------------------- | ----------------------------- |
| 1964–1988 | Vertegenwoordigd door Nigeria | Vertegenwoordigd door Nigeria | Vertegenwoordigd door Nigeria |
| 1992      | XXV                           | Barcelona                     | Niet gekwalificeerd           |
| 1996      | XXVI                          | Atlanta                       | Winnaar                       |
| 2000      | XXVII                         | Sydney                        | Kwartfinale                   |
| 2004      | XXVIII                        | Athene                        | Niet gekwalificeerd           |
| 2008      | XXIX                          | Peking                        | Tweede                        |
| 2012      | XXX                           | Londen                        | Niet gekwalificeerd           |
| 2016      | XXXI                          | Rio de Janeiro                | Derde                         |
| 2020      | XXXII                         | Tokio                         | Niet gekwalificeerd           |
| Totaal    |                               |                               | 4/8                           |

## Afrikaanse Spelen
| Jaar       | Spelen                            | Gaststad                          | Ronde                             |
| ---------- | --------------------------------- | --------------------------------- | --------------------------------- |
| 1965–1987  | Vertegenwoordigd door Nigeria     | Vertegenwoordigd door Nigeria     | Vertegenwoordigd door Nigeria     |
| 1991       | V                                 | Caïro                             | Derde                             |
| 1995       | VI                                | Harare                            | Derde                             |
| 1999       | VII                               | Johannesburg                      | Niet gekwalificeerd               |
| 2003       | VIII                              | Abuja                             | Tweede                            |
| 2007       | IX                                | Algiers                           | Niet gekwalificeerd               |
| 2011       | X                                 | Maputo                            | Niet gekwalificeerd               |
| 2015       | XI                                | Brazzaville                       | Derde                             |
| 2019–heden | Vertegenwoordigd door Nigeria –20 | Vertegenwoordigd door Nigeria –20 | Vertegenwoordigd door Nigeria –20 |
| Totaal     |                                   |                                   | 4/7                               |

## Afrikaans kampioenschap voetbal onder 23
| Jaar   | Gastland | Ronde               |
| ------ | -------- | ------------------- |
| 2011   | Marokko  | Groepsfase          |
| 2015   | Senegal  | Winnaar             |
| 2019   | Egypte   | Groepsfase          |
| 2023   | Egypte   | Niet gekwalificeerd |
| Totaal |          | 3/4                 |

## Sinds 1992: Nigeriaans elftal onder 23
Sinds de kwalificatie voor de Olympische Spelen 1992 geldt voor mannen dat ze maximaal 23 jaar mogen zijn (met 1 januari van het olympisch jaar als peildatum). In de daaropvolgende editie won de club meteen goud. Ook in 2008 en 2016 pakte Nigeria een medaille.